# Denise Richards
Denise Lee Richards (Downers Grove, 17 febbraio 1971) è un'attrice e modella statunitense.

## Biografia
Di origini inglesi, lituane, danesi, svedesi, gallesi, irlandesi, francesi, olandesi e tedesche, quando aveva quattordici anni la famiglia si trasferì in California, dove frequentò le scuole e iniziò la sua carriera nel mondo dello spettacolo, lavorando come modella per la Judith Fontaine Modeling & Talent Agency, e occasionalmente come comparsa in alcuni videoclip e telefilm.
Il suo esordio sul grande schermo avvenne nel 1997 con Starship Troopers - Fanteria dello spazio, che le diede vasta popolarità. Nel 1998 fu la volta dell'erotico Sex Crimes - Giochi pericolosi, mentre nel 1999 fu scelta come Bond girl nel film Il mondo non basta, anche se alla critica non piacque questa sua interpretazione. Apparve anche in altre pellicole come Bella da morire (1999), Duetto a tre (2002), Scary Movie 3 - Una risata vi seppellirà (2003) e Yo puta (2003).

## Vita privata
Nel 2002 sposò l'attore Charlie Sheen, da cui ha avuto due figlie: Sami Sheen (9 marzo 2004) e Lola Sheen (1º giugno 2005). Nel marzo del 2005 chiese il divorzio, che venne consensualmente raggiunto il 19 aprile del 2006.
A fine di giugno 2011 ha adottato una bambina, Eloise Joni Richards (chiamata così in onore della madre, morta di cancro nel 2007), che soffre di chromosome 8p deletion syndrome, malattia che rallenta lo sviluppo fisico e mentale delle persone.
Nel 2017 la Richards inizia a frequentare l'attore Aaron Phypers. L'8 settembre 2018 la coppia si sposa a Malibù in California. La coppia ha divorziato nel luglio 2025.

## Filmografia

### Cinema
- Palle in canna (Loaded Weapon 1), regia di Gene Quintano (1993)
- Lookin' Italian, regia di Guy Magar (1994)
- Tammy e il T-Rex (Tammy and the T-Rex), regia di Stewart Raffill (1994)
- Ecstasy Generation (Nowhere), regia di Gregg Araki (1997)
- Starship Troopers - Fanteria dello spazio (Starship Troopers), regia di Paul Verhoeven (1997)
- Sex Crimes - Giochi pericolosi (Wild Things), regia di John McNaughton (1998)
- Bella da morire (Drop Dead Gorgeous), regia di Michael Patrick Jann (1999)
- Il mondo non basta (The World Is Not Enough), regia di Michael Apted (1999)
- Tail Lights Fade, regia di Malcolm Ingram (1999)
- Valentine - Appuntamento con la morte (Valentine), regia di Jamie Blanks (2001)
- Posta del cuore (Good Advice), regia di Steve Rash (2001)
- Empire - Due mondi a confronto (Empire), regia di Marc Reyes (2002)
- Undercover Brother, regia di Malcolm D. Lee (2002)
- Duetto a tre (The Third Wheel), regia di Jordan Brady (2002)
- You Stupid Man, regia di Brian Burns (2002)
- Love Actually - L'amore davvero (Love Actually), regia di Richard Curtis (2003)
- Scary Movie 3 - Una risata vi seppellirà (Scary Movie 3), regia di David Zucker (2003)
- Yo puta, regia di María Lidón (2004)
- Se ti investo mi sposi? (Elvis Has Left the Building), regia di Joel Zwick (2004)
- Edmond, regia di Stuart Gordon (2005)
- Blonde and Blonder, regia di Dean Hamilton (2007)
- Jolene, regia di Dan Ireland (2008)
- Hollywood - Un sogno a luci rosse (Finding Bliss), regia di Julie Davis (2009)
- Kambakkht Ishq, regia di Sabir Khan (2009)
- Ragazze da sballo (Deep in the Valley), regia di Christian Forte (2009)
- Cougars Inc., regia di K. Asher Levin (2011)
- Madea - Protezione testimoni (Madea's Witness Protection), regia di Tyler Perry (2012)
- Freeloaders, regia di Dan Rosen (2012)
- Operation: Neighborhood Watch!, regia di Mark Cartier (2015)
- Christmas Trade, regia di Joel Souza (2015)
- American Violence, regia di Timothy Woodward Jr. (2017)
- American Satan, regia di Ash Avildsen (2017)
- Altitude - Paura ad alta quota (Altitude), regia di Alex Merkin (2017)
- Christmas Break-In, regia di Micheal Kampa (2018)
- Camper Killer, regia di Tom Nagel (2018)

### Televisione
- Una famiglia come le altre (Life Goes On) - serie TV, 1 episodio (1990)
- Flash - serie TV, 1 episodio (1991)
- Bayside School (Saved by the Bell) - serie TV, 1 episodio (1991)
- Sposati... con figli (Married with Children) - serie TV, 1 episodio (1991)
- Doogie Howser (Doogie Howser, M.D.) - serie TV, 1 episodio (1991)
- Gli acchiappamostri (Eerie, Indiana) - serie TV, 1 episodio (1992)
- Beverly Hills 90210 - serie TV, 1 episodio (1992)
- The Ben Stiller Show - serie TV, 1 episodio (1993)
- Seinfeld - serie TV, 1 episodio (1993)
- Indagini pericolose (Bodies of Evidence) - serie TV, 1 episodio (1993)
- Against the Grain - serie TV, 2 episodi (1993)
- La legge di Burke (Burke's Law) - serie TV, 1 episodio (1994)
- Lois & Clark - Le nuove avventure di Superman (Lois & Clark: The New Adventures of Superman) - serie TV, 1 episodio (1994)
- Hawaii missione speciale (One West Waikiki) - serie TV, 1 episodio (1995)
- Alta Marea (High Tide) - serie TV, 1 episodio (1995)
- P.C.H., regia di Nelson McCormick - film TV (1995)
- Weird Science - serie TV, 1 episodio (1996)
- Amiche per la vita (In the Blink of an Eye), regia di Micki Dickoff - film TV (1996)
- Melrose Place - serie TV, 3 episodi (1996)
- Pier 66, regia di Michael Lange - film TV (1996)
- Time Well Spent, regia di Bill D'Elia - corto TV (2000)
- 919 Fifth Avenue, regia di Neil Hagar - film TV (2000)
- Friends - serie TV, stagione 7 episodio 19 (2001)
- Spin City - serie TV, 4 episodi (2001)
- Malinteso d'amore (I Do (But I Don't)), regia di Kelly Makin - film TV (2004)
- Due uomini e mezzo (Two and a Half Men) - serie TV, 3 episodi (2003-2011)
- Sex, Love & Secrets - serie TV, 8 episodi (2005)
- Secrets of a Small Town - serie TV, 1 episodio (2006)
- Blue Mountain State - serie TV, 18 episodi (2010-2011)
- 30 Rock - serie TV, 2 episodi (2012)
- Laguna blu - Il risveglio (Blue Lagoon: The Awakening), regia di Mikael Salomon - film TV (2012)
- Kickin' It - A colpi di karate (Kickin' It) - serie TV, 1 episodi0 (2012)
- 90210 - serie TV, 1 episodio (2012)
- Anger Management - serie TV, 2 episodi (2012-2013)
- Twisted - serie TV, 19 episodi (2013-2014)
- Verdetto fatale (Fatal Acquittal), regia di Sam Irvin - film TV (2014)
- Vanity – serie TV, 8 episodi (2012-2015)
- A Christmas Reunion, regia di Sean Olson – film TV (2015)
- Get Shorty – serie TV, 2 episodi (2017)
- Beautiful (The Bold and the Beautiful) – soap opera (dal 2019)
- The Guardians of Justice – serie TV (2022)

## Doppiatrici italiane
Nelle versioni in italiano dei suoi film, Denise Richards è stata doppiata da:
- Chiara Colizzi in Il mondo non basta, Posta del cuore, Scary Movie 3 - Una risata vi seppellirà, Yo Puta, Due uomini e mezzo, Blue Mountain State, Twisted, A Cristhmas Reunion
- Georgia Lepore in Starship Troopers - Fanteria dello spazio, Sex Crimes - Giochi pericolosi, Valentine - Appuntamento con la morte, Edmond, Friends
- Domitilla D'Amico in Blonde and Blonder, Bella da morire
- Patrizia Mottola in Anger Management, Malinteso d'amore
- Francesca Fiorentini in Altitude - Paura ad alta quota
- Debora Magnaghi in Undercover Brother
- Claudia Catani in Duetto a tre
- Myriam Catania in You Stupid Man
- Sara Ferranti in Love Actually
- Laura Lenghi in Se ti investo mi sposi?
- Laura Latini in 30 Rock
- Sabrina Duranti in Laguna blu - Il risveglio
- Elena Canone in Madea's Programma Protezione Testimoni
- Ilaria Latini in 90210
- Valentina Mari in Verdetto fatale
- Franca D'Amato in Beautiful
- Virginia Astarita in The Guardians of Justice
- Monica Ward in "Tammy e il T-Rex"